# Chiesa di Santa Maria Assunta (Lamporecchio)

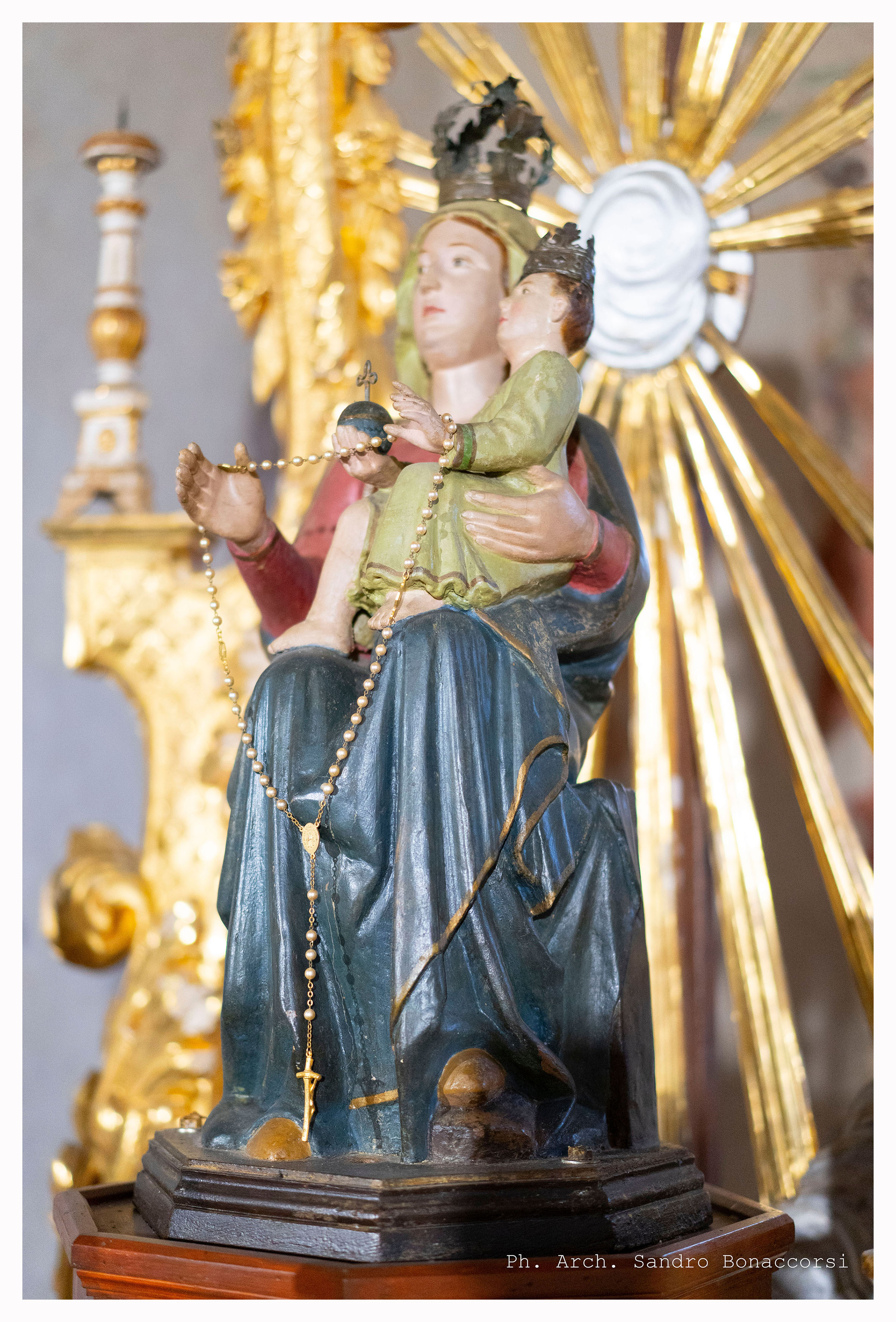
Madonna del Pruno - statua in legno del XIV secolo

Interno

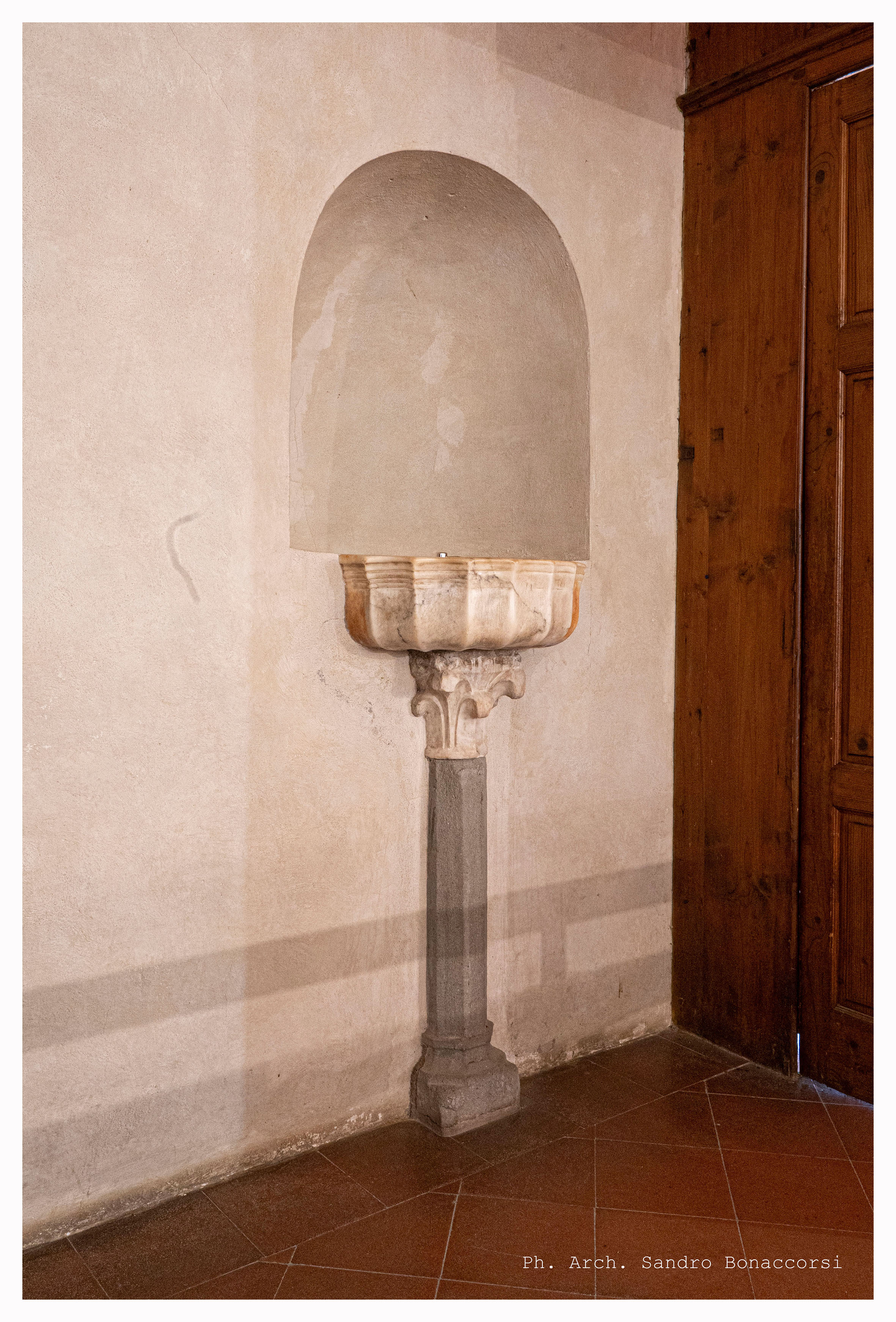
Acquasantiera del XV secolo

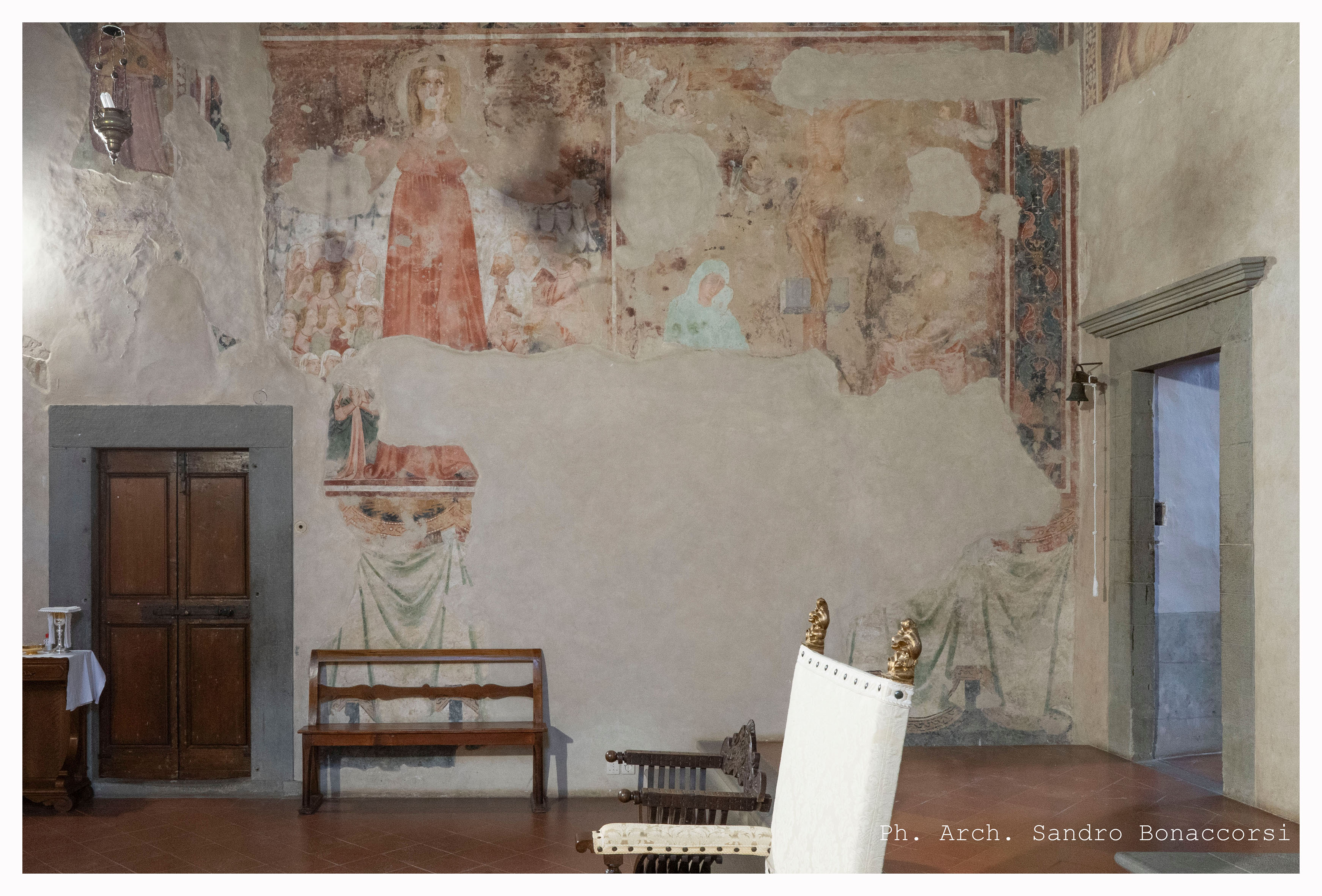
Affresco Trecentesco con la Madonna Misericordiosa

La chiesa di Santa Maria Assunta (o del Pruno) è un luogo di culto cattolico dedicato alla Santa Vergine Maria. La struttura si trova nel comune di Lamporecchio, in località Orbignano sul Montalbano ed appartiene alla Diocesi di Pistoia.

## Descrizione
La Chiesa di Orbignano, che si presenta esternamente in forme semplici e dimesse, può forse identificarsi con quella chiesa di Santa Maria in Abatisco che alcuni antichi documenti - uno risalente al 1406, un altro (una bolla papale di Eugenio III) datato 10 agosto 1145 - attestano come Chiesa dipendente dalla Badia Pistoiese di San Bartolomeo in Pantano. Attualmente l'edificio si presenta in forme composite per i numerosi interventi che vi si sono susseguiti nel corso dei secoli, ed in maniera particolare durante il 1700. Ancora all'inizio di questo secolo. lavori di rifacimento hanno allungato l'unica navata della Chiesa ed abbattuto il loggiato antistante la facciata. I restauri iniziati nel 1953 e terminati nel 1978 hanno portato alla luce alcune parti del primitivo impianto forse risalente a prima dell'anno 1000. Il campanile, che fu rifatto nel XVIII secolo è situato dietro l'abside. L'interno della Chiesa, ad un'unica navata divisa circa a metà da una gradinata in pietra, è impreziosito da numerose e pregevoli opere d'arte risalenti al XIII e al XIV secolo. L'opera più conosciuta è sicuramente la Madonna del Pruno, una scultura trecentesca in legno che raffigura la Vergine in trono col Bambino. A proposito di questa statua si dice che un ladro, nel XV secolo, dopo averla rubata, preso da rimorso e da paura, l'avesse gettata in un prunaio. Una volta ritrovata, la statua, venne ricondotta con grande solennità nella chiesa che da allora fu popolarmente denominata chiesa di Santa Maria del Pruno. Degni di nota anche l'acquasantiera del XV secolo con tazza poli lobata e un raffinato bassorilievo in marmo bianco raffigurante la Madonna col Bambino, di scuola donatelliana. Sono presenti anche numerosi affreschi di scuola pistoiese del XIII secolo. Sulla parete sinistra sono visibili L'incoronazione della Vergine, La Madonna della Misericordia, La Crocifissione; mentre sulla parete destra sono visibili i frammenti di una Natività. Ai lati dell'arco trionfale è rappresentata L'Annunciazione; la zona absidale è decorata con un motivo a scacchiera.
Un aneddoto curioso racconta che nel Quattrocento la pieve faceva parte della comunità di Vinci e ci sono testimonianze scritte di un matrimonio qui celebrato che vedeva come sposo lo zio di un ancora giovane Leonardo da Vinci.